# Chaguaramas (municipalité)
Pour les articles homonymes, voir Chaguaramas.
Chaguaramas est l'une des quinze municipalités de l'État de Guárico au Venezuela. Son chef-lieu est Chaguaramas. En 2011, la population s'élève à 12 966 habitants.

## Géographie

### Subdivisions
La municipalité est constituée d'une seule paroisse civile avec sa capitale (entre parenthèses) :
- Chaguaramas (Chaguaramas).